# Eskridge (Kansas)

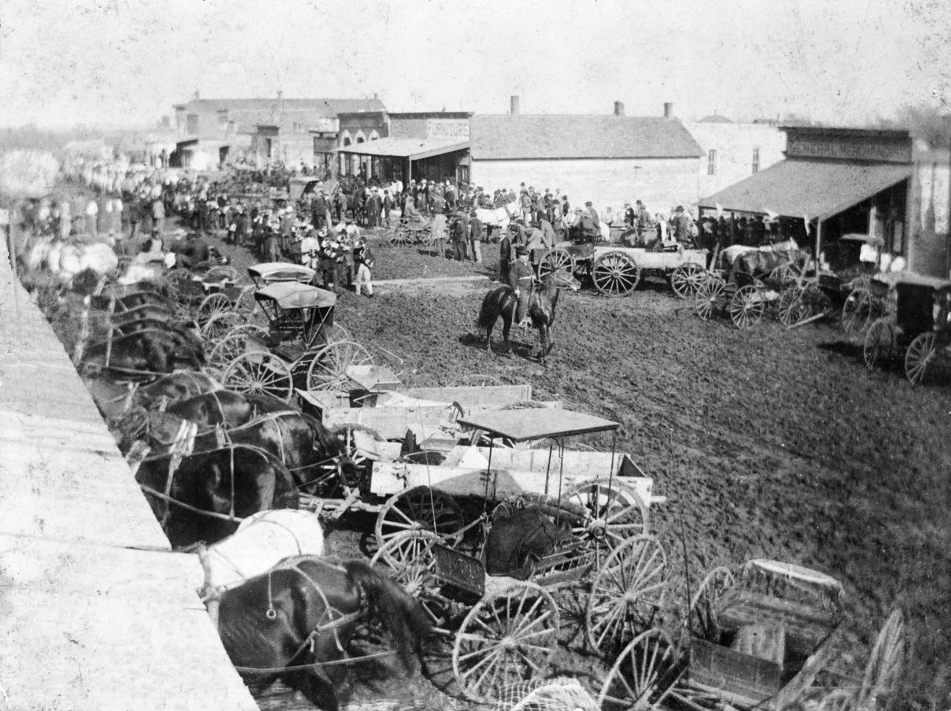
Défilé du 4 juillet (1886)

Eskridge est une ville située dans le comté de Wabaunsee dans l'État américain du Kansas. En 2010, il comptait une population de 534 habitants et une densité de population de 410,77 habitants par km2.

## Géographie
Eskridge est situé au point de coordonnées 38° 51′ 31″ N, 96° 06′ 27″ O (38.858537, -96.107619).

## Démographie
Selon à la Bureau de recensement, en 2000 le revenu moyen par ménage dans la ville était 37 917 $ et le revenu médian pour une famille était de 43 125 $. Les hommes avaient un revenu médian de 29 688 $ contre 18 125 $ pour les femmes. Le revenu par habitant pour la ville était 12 629 $. Environ 13,9 % de la population vivaient sous le seuil de pauvreté.